# Андре-Мари Ампер
Андрѐ-Марѝ Ампѐр (на френски: André-Marie Ampère) е знаменит френски физик, математик и естествоизпитател, считан за един от основните откриватели на електромагнетизма.
В негова чест единицата за сила на тока е наречена ампер. Той пръв изследва взаимодействията между електрически ток и магнитно поле и формулира основните им закони. Той изказва и разработва теоретично хипотезата, че намагнитването на желязото се дължи на молекулни токове, която и днес, макар и изменена, остава в сила. През 1820 г. предлага електромагнитните явления да се използват за предаване на сигнали.
Изследванията на Ампер имат връзка и с други науки като математика, химия, философия, ботаника.

## Биография
Роден е на 20 януари 1775 г. в Лион, Франция, в заможно семейство. Детските и юношеските години прекарва в малко семейно имение в Полемие, близо до Лион. Ампер получава добро домашно образование. Баща му е привърженик на теорията на философа Жан-Жак Русо, който твърдял, че децата не бива да се обучават в училища, а да им бъде позволено да се учат от самата природа, като наблюдават процесите, протичащи в нея и сами правят своите заключения.
Андре се опитва да смята преди да може да чете, а когато вече се научава да чете, бърза да премине към по-сложни занимания. Интересите му, а също и неговото творчество са разнообразни. Той изучава математика и физика, химия и ботаника, история и литература, латински и старогръцки, философия, пише стихове. Едва навършил 12 години изпраща в Лионската академия своята първа математическа работа за квадратурата на кръга. На 14-годишна възраст прочита многотомната френска енциклопедия, издадена от мислителите Дени Дидро и Д'Аламбер. Тя събужда у него любов към науката и жажда за повече знания. Андре разполага с богата колекция от книги в домашната библиотека, но когато библиотеката на баща му е изчерпана, започва да ходи в градската библиотека, за да изучава трудовете на велики учени.
След смъртта на баща си през 1793 г. е принуден да работи и започва да дава частни уроци. През 1799 г. се жени за Катрин Каро, която през 1800 г. ражда синът им Жан-Жак Ампер, който по-късно става известен историк, литературовед, член на Френската академия. Андре продължава да дава частни уроци, но поради недостиг на средства през 1802 г. е принуден да напусне семейството си и да стане редовен учител в град Бург. Същата година излиза от печат книгата му „Съображения върху математическата теория на игрите“ (Considerations sur la theorie mathematique du jeu, Лион, 1802), а през 1803 г. представя в Академията на науките доклад на тема „Приложение на вариационното смятане към задачите на механиката“, за който получава добри отзиви.
През 1804 г. получава предложение за работа в Париж. Отначало е назначен като репетитор, а през 1807 г. става професор в политехническото училище в Париж. Там Ампер написва първото си съчинение по математика. През 1814 г. става член на Френската академия на науките, а през 1824 г. – професор по експериментална физика в Колеж дьо Франс.
Умира на 10 юни 1836 г. в Марсилия на 61-годишна възраст по време на служебна командировка. Тридесет и три години по-късно тленните му останки са пренесени в Париж. На надгробната плоча е записано: „Той беше толкова добър и толкова скромен, колкото и велик.“ По-късно домът му в Полемие е превърнат в национален музей.

## Научна дейност

### Амперова хипотеза (1820)
Тъй като магнитните полета на магнит и ток по кръгов проводник са еднакви, Ампер приема, че в молекулите на веществата има кръгови токове – елементарни токове, равностойни на малки магнитчета. При ненамагнитено състояние на веществата тези токове са разположени безпорядъчно, магнитните им полета имат всевъзможни посоки и взаимно се унищожават. В магнитно поле елементарните токове се нареждат така, че полетата им имат еднаква посока, събират се и веществото се намагнитва. Хипотезата намира израз в закона на Ампер.

### Ампер (единица)
Амперът като мерна единица първоначално е въведен с решение на Първия международен електротехнически конгрес (1881) като 1/10 от абсолютната електромагнитна единица за силата на тока. След няколко изменения дефиницията влиза в сила на 1 януари 1948 г. Тя е задължителна за всички държави, подписали Конвенцията за метъра. Със Закона за мерките и измерителните уреди от 9 декември 1948 г. единицата ампер е узаконена и в България.

## Памет
- Неговото име носи лицей в Лион.
- През 1888 е открит паметник на Ампер в Лион.
- В негова чест единицата за сила на тока е наречена ампер.